# Emil Izsó
Emil Izsó [ˈɛmil ˈiʒoː] (* 19. März 1913; † unbekannt) war ein ungarischer Fußballspieler und -trainer.

## Karriere
Emil Izsó spielte vor dem Zweiten Weltkrieg in der ersten ungarischen Liga für die Vereine SASC Budapest und SZFG Budapest. 1949 absolvierte er an der Kölner Sporthochschule den Fußballlehrer-Lehrgang.
In den 1950er Jahren und später trainierte Emil Izsó u. a. den TSV Wulsdorf, den 1. FSV Mainz 05 in der Oberliga Südwest von 1953 bis 1955, die TSG Ulm 46 und den ESV Ingolstadt-Ringsee sowie die SpVgg Preußen Hameln, Union Böckingen und Bremerhaven 93.
1951 kam Emil Izsó zu Hannover 96 in die Oberliga Nord, damals die höchste Spielklasse in Deutschland. Nach einer schwachen Saison 1951/52, in der die Niedersachsen lange gegen den Abstieg spielten, musste Izsó gehen. Er übernahm erstmals den VfB Oldenburg. Nur zwei Jahre später erreichte sein Nachfolger Helmut Kronsbein mit Hannover 96 1954 die deutsche Meisterschaft.
1958 bis 1960 trainierte Izsó den VfB Oldenburg in der Amateuroberliga Niedersachsen West und erreichte mit der Mannschaft einen ersten Platz 1959 sowie einen zweiten Platz 1960. Von 1967 bis 1970 war Emil Izsó erneut Cheftrainer beim VfB Oldenburg, der in dieser Zeit zweithöchsten deutschen Spielklasse spielte.
Im Juli 1962 wechselte Izsó von Bremerhaven 93 zum VfL Osnabrück, der zu dieser Zeit in der Oberliga Nord spielte. Er erhielt einen Zweijahresvertrag und den Auftrag, mit Osnabrück die Qualifikation für die Fußball-Bundesliga zu erreichen, deren Einführung zum August 1963 erfolgen sollte. Trotz einer guten Hinrunde 1962/63 verfehlte Osnabrück dieses Ziel jedoch und musste in der Saison 1963/64 in der neuen zweithöchsten Spielklasse, der Regionalliga Nord antreten. Izsó wurde am Anfang der Saison im Oktober 1963 entlassen und durch Walter Komorowski ersetzt. Osnabrück spielte seitdem nicht wieder in der höchsten Spielklasse.
1966 bis 1967 trainierte Emil Izsó die Sportfreunde Siegen in der dritthöchsten deutschen Spielklasse. Von 1967 bis 1970 war er noch einmal beim VfB Oldenburg. In der Saison 1970/71 gelang es ihm, mit Phönix Lübeck den Klassenerhalt in der Regionalliga zu sichern. 1972/73 war Izsó für eine Saison Cheftrainer beim TuS Celle.